# Cercotrichas barbata
Cercotrichas barbata е вид птица от семейство Muscicapidae.

## Разпространение
Видът е разпространен в Ангола, Бурунди, Замбия, Демократична република Конго, Малави, Мозамбик и Танзания.